# Gaura parietală
Gaura parietală (Foramen parietale) este o gaura inconstantă. Orificiul extern al găurii se află posterior aproape de marginea sagitală (superioară) de pe fața externă a osului parietal. Orificiul intern se află în treimea posterioară a șanțului sinusului sagital superior de pe fața internă a osului parietal. Prin gaura parietală trec vena emisară parietală (Santorini) (Vena emissaria parietalis) și o ramură din artera occipitală (Arteria occipitalis).